# Keteleeria evelyniana
Keteleeria evelyniana är en tallväxtart som beskrevs av Maxwell Tylden Masters.
Keteleeria evelyniana ingår i släktet Keteleeria och familjen tallväxter. Inga underarter finns listade i Catalogue of Life.
Arten förekommer i sydöstra Kina i provinserna Yunnan, Sichuan och Hainan samt i Laos och norra Vietnam. Den växter i kulliga områden och bergstrakter mellan 700 och 2700 meter över havet. Trädet ingår glest fördelat i blandskogar. Det hittas tillsammans med mandaringran, arter av släktet Podocarpus, med Cephalotaxus fortunei samt med bokväxter, lagerväxter och magnoliaväxter.
Beståndet hotas av skogsbruk. IUCN kategoriserar arten globalt som sårbar.

## Bildgalleri

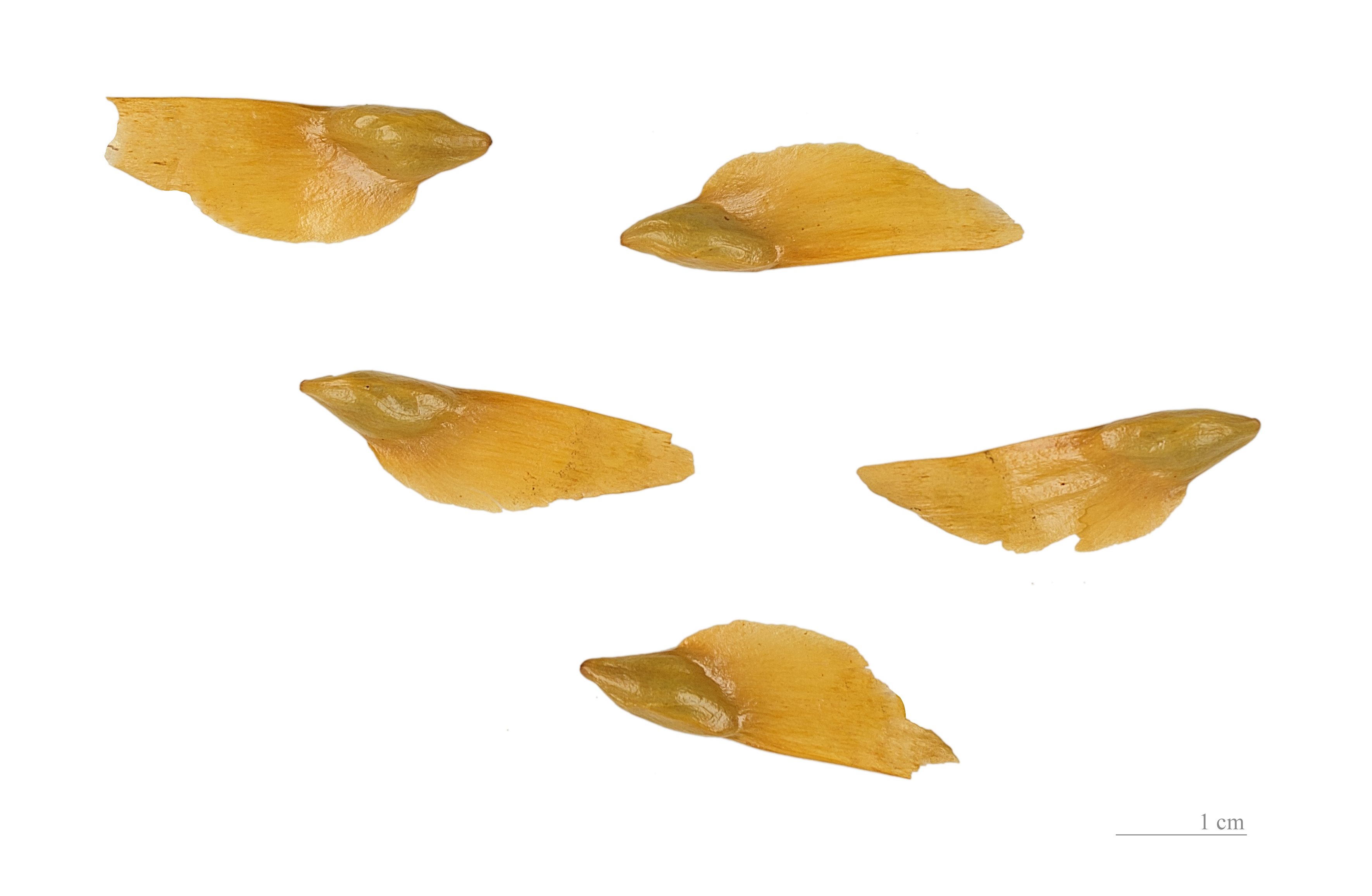
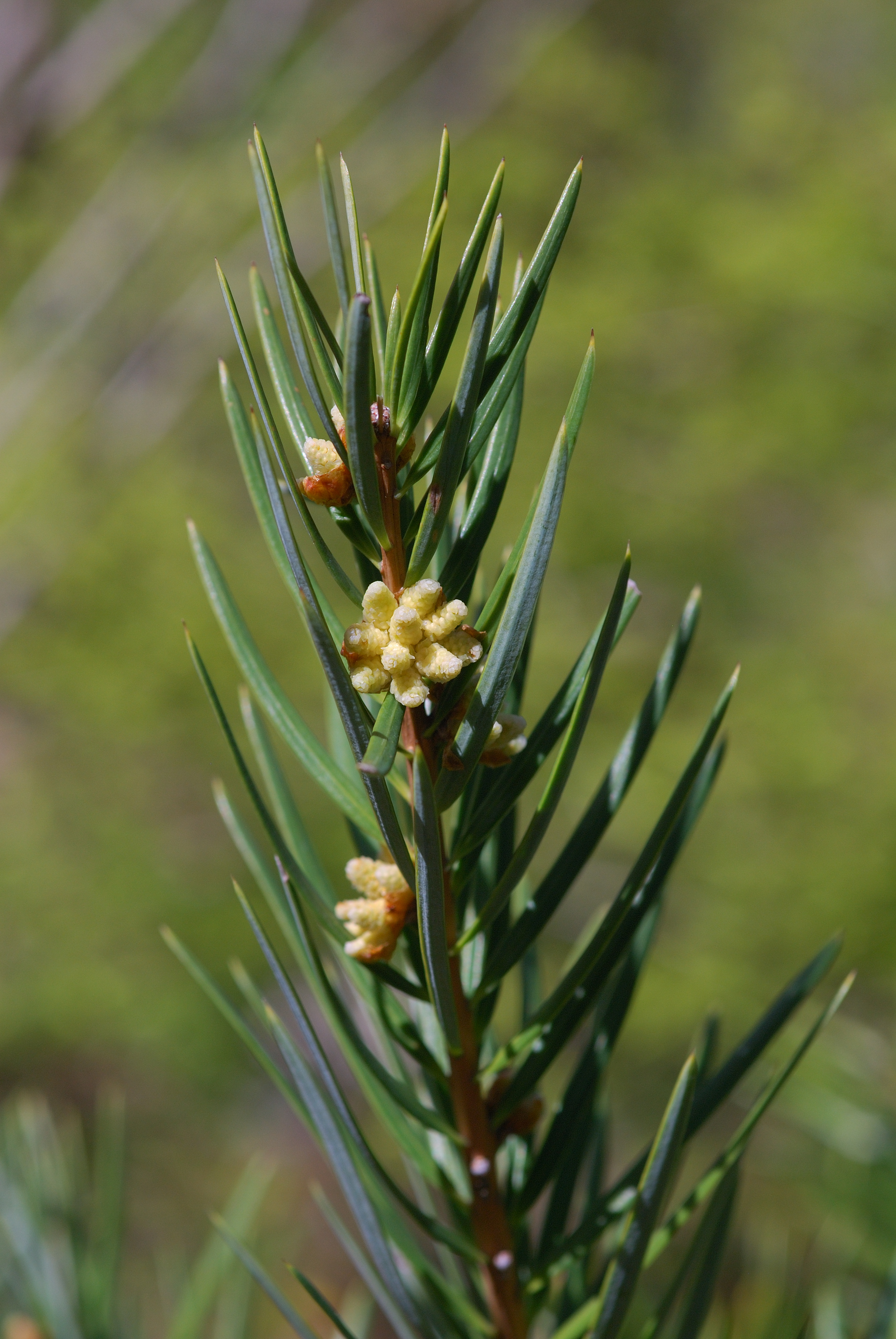
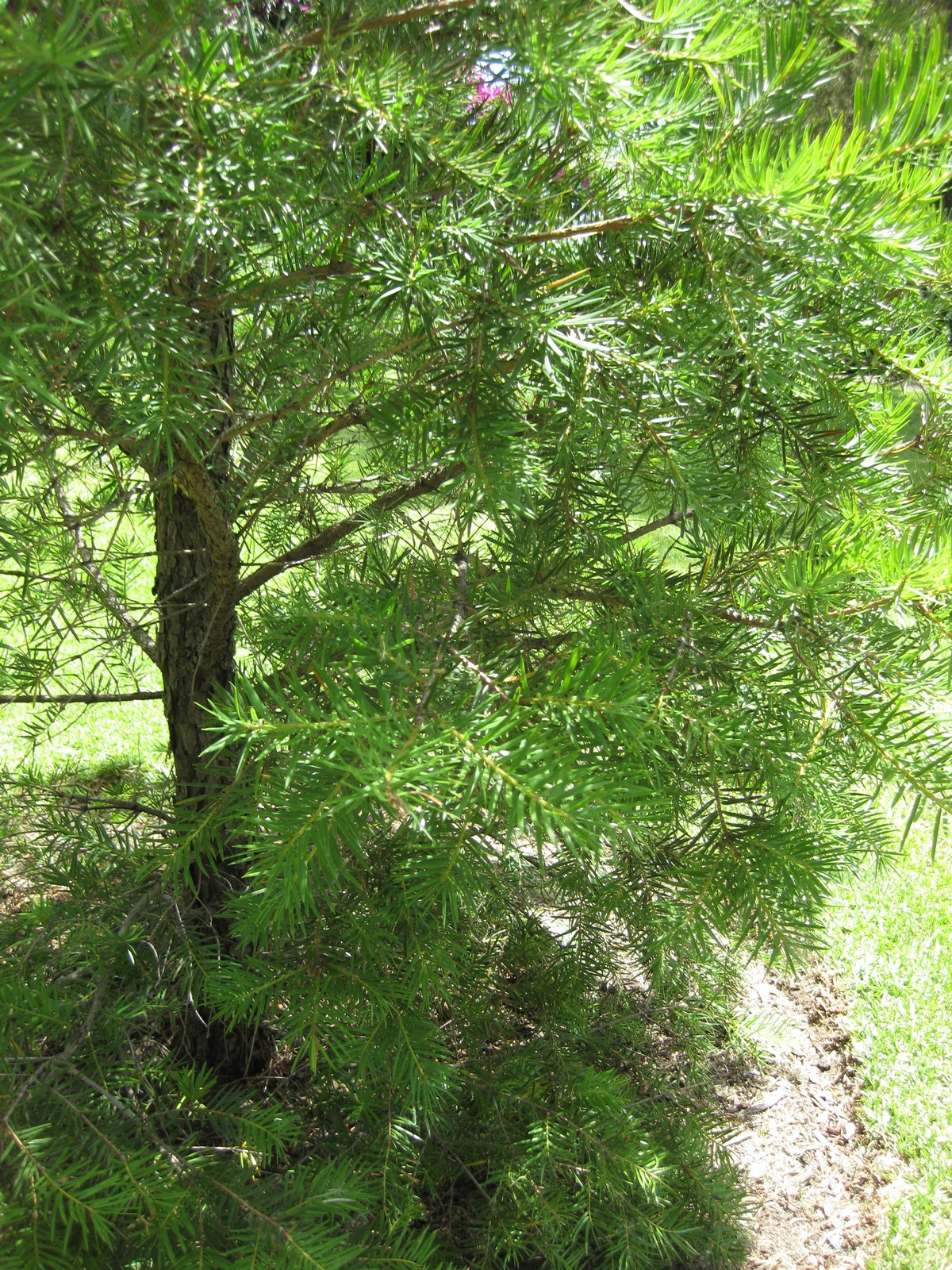
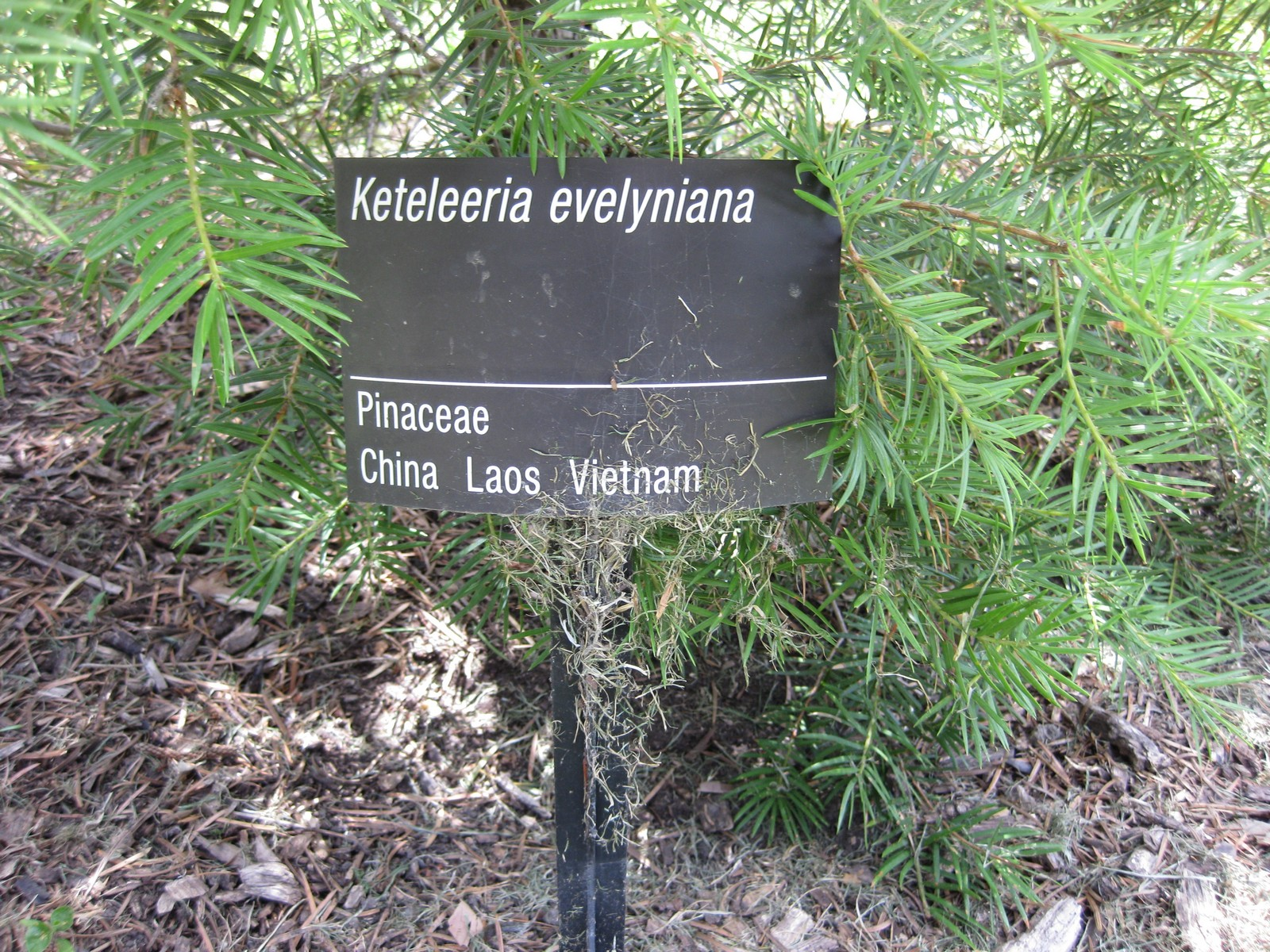
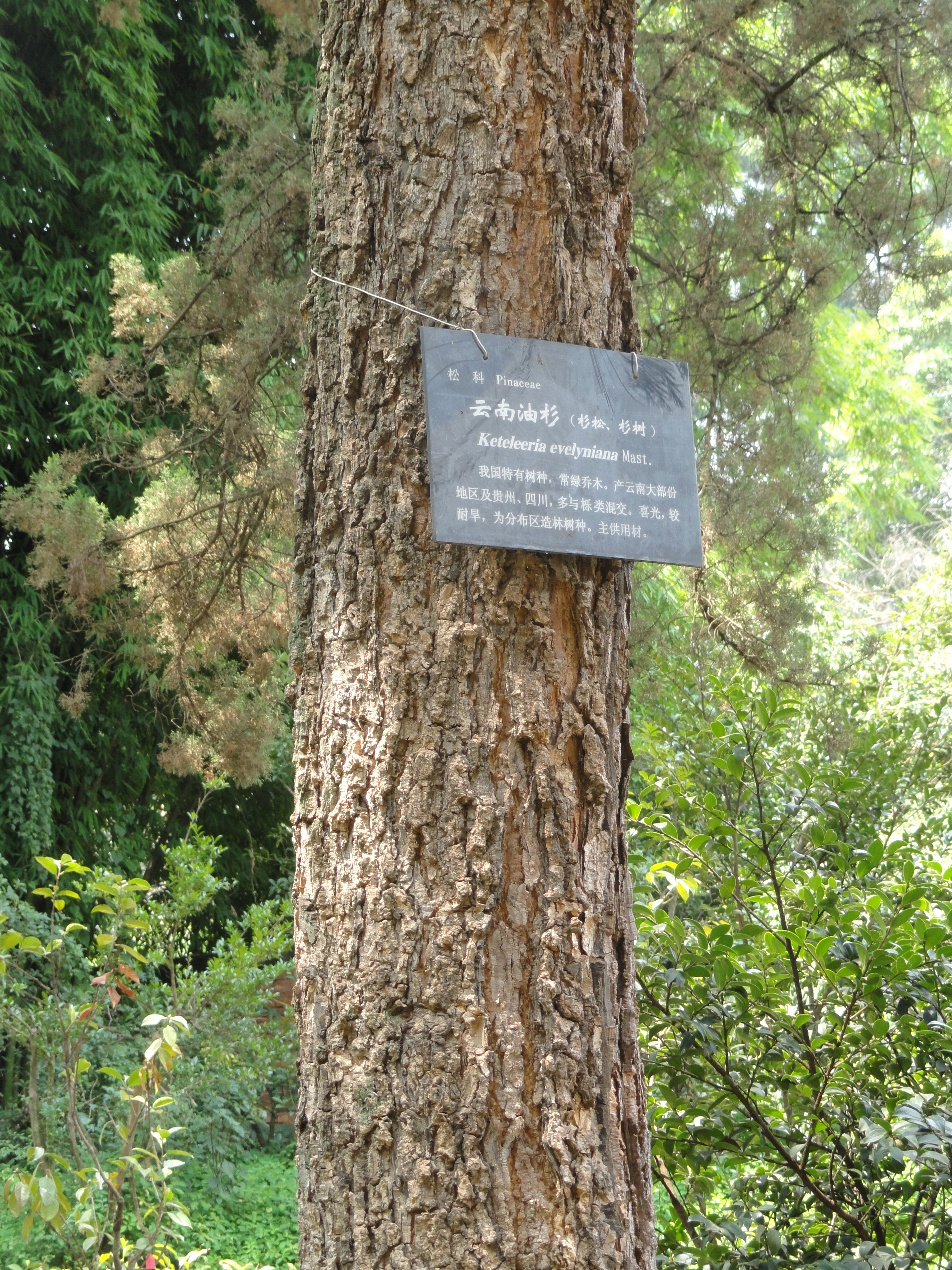
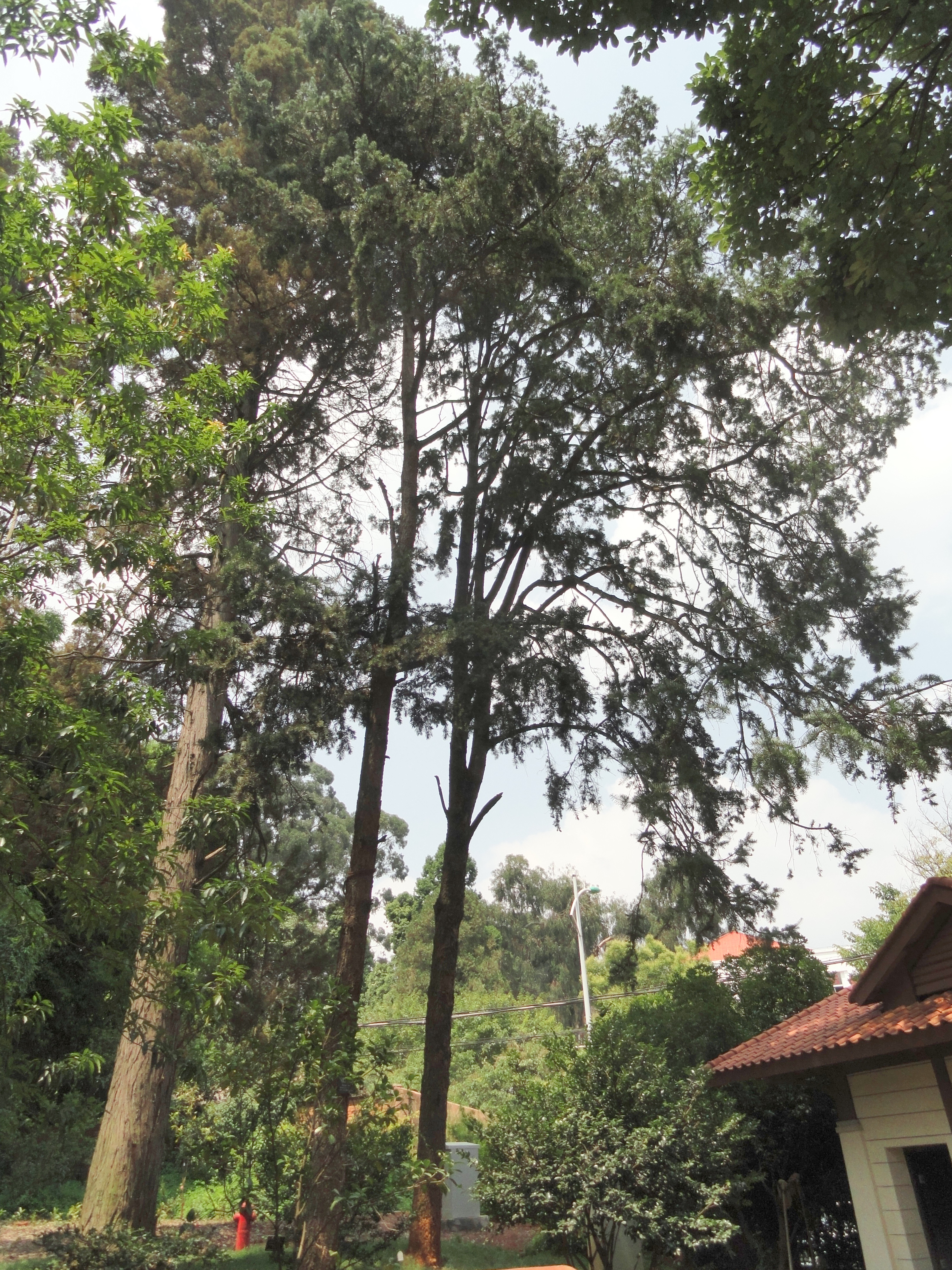